# Impatto fuori-scatola
L'impatto fuori-scatola o impatto di preparazione al primo utilizzo (dall'inglese Out-of-box experience, "esperienza fuori dalla scatola", spesso abbreviato in OOBE) è l'impatto suscitato su un consumatore o utente che prepara un prodotto al primo utilizzo una volta tolto dall'imballaggio. Comprende tutto il periodo che intercorre tra il disimballaggio e la messa in opera del prodotto. Nel gergo informatico si riferisce a una componente hardware o software di un computer.

## Descrizione
L'impatto fuori-scatola è la prima impressione che si ha, ad esempio la facilità con cui si inizia ad utilizzare l'acquisto.
Per l'hardware un impatto fuori-scatola positivo può essere dato dalla semplicità e chiarezza delle istruzioni e dalla buona qualità del prodotto.
Per il software è la semplicità di installazione e la presenza di schermate guidate di benvenuto o di configurazione iniziale che semplificano le fasi di preparazione. Talvolta l'OOBE può fare a meno delle schermate guidate.
Il processo di installazione di Microsoft Windows è un tipico esempio di OOBE. Pur essendo l'installazione fortemente automatizzata, all'utente le schermate chiedono di accettare i termini della licenza d'uso, specificare la partizione dei dischi rigidi, digitare la product key, selezionare l'area geografica e il fuso orario e configurare la rete. Una volta completata l'installazione, Microsoft Windows lancia l'applicazione che visualizza la schermata che assiste l'utente durante i primi passi di utilizzo del sistema operativo come la creazione di una utenza, la registrazione opzionale del software presso la Microsoft, la configurazione della connessione Internet e l'attivazione del prodotto. Solitamente è solo a quest'ultima applicazione che viene associato l'impatto fuori-scatola, anche se in realtà l'OOBE propriamente detto si estende a tutte le fasi che precedono l'uso, a partire dall'accensione del computer e passando attraverso tutta la procedura di installazione e configurazione.

## Impatti negativi
Per impatti fuori-scatola negativi è stato coniato il termine specifico di fallimento fuori-scatola (in inglese out-of-box failure, spesso abbreviato in  OOBF  o OBF) per denotare che la prima impressione suscitata dal prodotto non è stata all'altezza delle attese.